# Pronoides
Pronoides es un género de arañas araneomorfas de la familia Araneidae. Se encuentra en  Rusia y este de Asia.

## Lista de especies
Según The World Spider Catalog 12.0::
- Pronoides brunneus Schenkel, 1936
- Pronoides sutaiensis Zhang, Zhang & Zhu, 2010